# Spark-Renault SRT 01E
Spark-Renault SRT_01E — электромобиль с открытыми колесами, разработанный для чемпионата Formula E на сезон 2014—2015. Эта машина — результат 10-месячного сотрудничества Spark Racing Technologies, McLaren Electronic Systems, Williams Advanced Engineering, Dallara и Renault.

## Разработка
Разработка машины началась в сентябре 2012. Лукас ди Грасси был официальным тест-пилотом прототипа Formulec EF01 (разработка 2010 года). Шасси данного прототипа сконструированы командой Mercedes, моторы построены Siemens. Машина использовалась для демонстрации в городах-участниках.
1 ноября 2012 года McLaren Electronic Systems анонсировала мотор, трансмиссию и электронику для болида Формулы Е. В итоге было заказано 42 машины компании Spark Racing Technologies. Шасси разрабатывалось Dallara.
Michelin — официальный поставщик шин для чемпионата. Объявлено это было 28 марта 2013 года. 15 мая 2013 Renault анонсировала, что будет техническим партнёром Spark Racing Technologies. Опыт Renault в программах Renault Z.E. (Zero Emission) и Формулы-1 будет использован в чемпионате Formula E.
Разработка батарей предоставлена компании Williams Advanced Engineering, подразделению Williams F1.
На Франкфуртском автосалоне, который состоялся 10 сентября 2013, машина была представлена президентом FIA Жаном Тодтом и CEO Formula E Алехандро Агагом.

## Технология

### RESS
Spark-Renault SRT_01E будет иметь RESS. Исходя из приложения J, статьи 251, пункта 3,1.7 правил ISC, RESS — полноценное устройство накопления энергии (исключая маховик, конденсатор и батарею). Дизайн RESS может быть любым, но омологируется FIA. Её компоненты — тяговая батарея и система управления батареей, будут поставляться компанией Williams Advanced Engineering.

### Электромотор
Электромотор разработан компанией McLaren Electronic Technologies. Мотор весит 26 килограммов и производит 270 л.с. с крутящим моментом в 140 Нм. Мотор предназначался для электрокара McLaren P1.

### Процесс зарядки
Из-за правил Формулы Е, машины могут подзаряжаться во время практики, квалификации, гонки и ещё во время некоторых событии в течение уик-энда. Drayson Racing — технический партнёр QualcommHALO, разрабатывающий беспроводную зарядку машины. Система WEVC использует площадку под машиной в боксах, чтобы её заряжать. Система тестировалась на шасси Drayson B12/69EV, модифицированная версия шасси Lola B08/60.

### Резина
Болиды будут использовать 18-дюймовые диски. Поставщиком шин будет Michelin, причем это такие шины, которые подходят для любых погодных условий. Только один комплект на целый уик-энд, не так как в Формуле-1 (мягкие и жёсткие).

## Спецификации болида

### Дизайн
- Аэродинамика оптимизирована так, чтобы упростить обгоны
- Высокая чувствительность и просвет подвески и широкий спектр настроек сделаны для того, чтобы не царапать днищем городские улицы
- Относительная дешевизна
- Подходит под правила безопасности FIA

### Технология
- Использование новейших технологий
- Баланс между ценой и эффективностью где это возможно
- Экстенсивное использование композитных материалов, но ограниченное использование деталей из фиброкарбона

### Размеры
- Общая длина: 5000 мм
- Ширина: 1800 мм
- Высота: 1250 мм
- Ширина колеи: 1300 мм
- Дорожный просвет: 75 мм
- Общий вес (включая водителя): 800 кг (минимум), Батарея - 200 кг.

### Мощность
- Максимальная мощность (ограничена) — 200 кВт (268 л.с.), крутящий момент ~230 Нм
- Мощность во время гонки — 133 кВт (178 л.с.)
- Кнопка «Push-to-pass» — дополнительные 67 кВт (90 л.с.). Кнопка на рулевом колесе, которая предоставляет гонщику возможность увеличения мощности автомобиля в течение короткого периода времени. Система предназначена, чтобы сделать обгон проще.

### Производительность
- Разгон — (0-100 км/ч) 3 сек. — примерно
- Максимальная скорость — 225 км/ч (ограничено ФИА) — приблизительно

### Двигатель
- Блок MGU от McLaren
- Максимальное кол-во таких блоков — 2
- MGU должны подключаться только к заднему мосту
- Запрещено использование Traction Control

### Батарея
- Тяговая батарея является аккумуляторной системой хранения энергии (RESS) и поставляет электрическую энергию по силовой цепи к тяговому двигателю. Любая бортовая батарея, подключённая к силовой цепи, считается неотъемлемой частью батареи автомобиля.

### RESS (Аккумуляторная система хранения энергии)
Аккумуляторная система хранения энергии (RESS) — это система, которая предназначена для движения автомобиля с помощью электродвигателя. Она должна попадать под следующие соответствия:
- Стандарт FIA
- Максимальный вес батареи и / или конденсатора (RESS) не должен быть выше 200 кг
- Все Гальванические элементы должны быть удостоверены к Стандартам Транспортировки ООН в качестве минимального требования

### Шасси
- Шасси / Монокок — структура из углерода-алюминиевых сот сделанная Dallara
- Передние и задние крылья — структура из углерода и аэро моделированная Dallara
- Кузов —  структура из углерода-кевлара сделанная Dallara

### Коробка передач
- Секвентальная пятиступенчатая с последовательным переключением передач
- Фиксированные передаточные числа для уменьшения затрат

### Тормоза
- Две стандартные гидравлические системы, управляемые одной педалью
- Материал тормозов — не регламентирован (свобода выбора)
- Тормозной суппорт — сечение каждого поршневого суппорта должно быть круглым
- Сплав тормозного суппорта должен быть из алюминия

### Колёса и диски
- Монорезина, все используют одинаковые 18-дюймовые шины типа полуслик от компании Michelin.
- Гоночные магниевые диски — O.Z.
- Максимальная ширина шин — передней 260 мм / задней 305 мм.
- Максимальный диаметр шин — передние 650 мм / задняя 690 мм

### Электроника
- Электронные системы McLaren ECU/ GCU включая систему регистрации данных
- Блок управления электропитанием
- Разрешено оборудование для получения и накопления данных
- Телеметрия не разрешена

### Подвеска
- Двойные стальные поперечные рычаги с толкающей тягой, два амортизатора и торсионы подвески (спереди) и пружинная подвеска (сзади)
- Регулировка высоты дорожного просвета, развал и схождение
- Два спереди / Четыре сзади регулируемых амортизаторов KONI
- Регулируемые стабилизаторы поперечной устойчивости (передние/задние)

### Рулевая колонка
- Система рулевого управления с реечной передачей без помощи (помощь с электроприводом допускается)
- Рулевое колесо с приборной панелью, встроенным дисплеем, переключением передач и подрулевыми переключателями

### Безопасность
- Стандарты безопасности FIA, в том числе: испытания на удар спереди, сбоку, сзади и на рулевой колонке
- Краш-тесты для передней и задней дуг, ударных конструкции и монокока.
- Панели для защиты от ударов
- Страховочные тросы крепления колес
- Система огнетушителя (с электронным управлением)

### Бортовые камеры
- Предварительная комплектация камерами дуги безопасности, носового обтекателя и камерой съемки лица[5]